# Amaurobius barbarus
Amaurobius barbarus är en spindelart som beskrevs av Simon 1910. Amaurobius barbarus ingår i släktet Amaurobius och familjen mörkerspindlar.
Artens utbredningsområde är Algeriet. Inga underarter finns listade i Catalogue of Life.